# Australisch tenniskampioenschap 1960
De 48e editie van het Australische grandslamtoernooi, het Australisch tenniskampioenschap 1960, werd gehouden van 22 januari tot en met 1 februari 1960. Voor de vrouwen was het de 34e editie. Het toernooi werd gespeeld op de grasbanen van Milton Courts te Brisbane.

## Belangrijkste uitslagen
Mannenenkelspel

Finale: Rod Laver (Australië) won van Neale Fraser (Australië) met 5-7, 3-6, 6-3, 8-6, 8-6
Vrouwenenkelspel

Finale: Margaret Smith (Australië) won van Jan Lehane (Australië) met 7-5, 6-2
Mannendubbelspel

Finale: Rod Laver (Australië) en Bob Mark (Australië) wonnen van Roy Emerson (Australië) en Neale Fraser (Australië) met 1-6, 6-2, 6-4, 6-4
Vrouwendubbelspel

Finale: Maria Bueno (Brazilië) en Christine Truman (VK) wonnen van Lorraine Robinson (Australië) en Margaret Smith (Australië) met 6-2, 5-7, 6-2
Gemengd dubbelspel

Finale: Jan Lehane (Australië) en Trevor Fancutt (Zuid-Afrika) wonnen van Mary Reitano (Australië) en Bob Mark (Australië) met 6-2, 7-5
Meisjesenkelspel

Finale: Lesley Turner (Australië) won van Margaret Smith (Australië)
Meisjesdubbelspel

Winnaressen: Dawn Robberds (Australië) en Lesley Turner (Australië)
Jongensenkelspel

Winnaar: William Coghlan (Australië)
Jongensdubbelspel

Winnaars: Greg Hughes (Australië) en Jim Shepherd (Australië)
1905 · 1906 · 1907 · 1908 · 1909 · 1910 · 1911 · 1912 · 1913 · 1914 · 1915 · 1916–1918 · 1919 · 1920 · 1921 · 1922 · 1923 · 1924 · 1925 · 1926 · 1927 · 1928 · 1929 · 1930 · 1931 · 1932 · 1933 · 1934 · 1935 · 1936 · 1937 · 1938 · 1939 · 1940 · 1941–1945 · 1946 · 1947 · 1948 · 1949 · 1950 · 1951 · 1952 · 1953 · 1954 · 1955 · 1956 · 1957 · 1958 · 1959 · 1960 · 1961 · 1962 · 1963 · 1964 · 1965 · 1966 · 1967 · 1968
↓ open tijdperk ↓
1969 (m-v-md-vd-gd) · 1970 (m-v-md-vd) · 1971 (m-v-md-vd) · 1972 (m-v-md-vd) · 1973 (m-v-md-vd) · 1974 (m-v-md-vd) · 1975 (m-v-md-vd) · 1976 (m-v-md-vd) · jan 1977 (m-v-md-vd) · dec 1977 (m-v-md-vd) · 1978 (m-v-md-vd) · 1979 (m-v-md-vd) · 1980 (m-v-md-vd) · 1981 (m-v-md-vd) · 1982 (m-v-md-vd) · 1983 (m-v-md-vd) · 1984 (m-v-md-vd) · 1985 (m-v-md-vd) · 1986 · 1987 (m-v-md-vd-gd) · 1988 (m-v-md-vd-gd) · 1989 (m-v-md-vd-gd) · 1990 (m-v-md-vd-gd) · 1991 (m-v-md-vd-gd) · 1992 (m-v-md-vd-gd) · 1993 (m-v-md-vd-gd) · 1994 (m-v-md-vd-gd) · 1995 (m-v-md-vd-gd) · 1996 (m-v-md-vd-gd) · 1997 (m-v-md-vd-gd) · 1998 (m-v-md-vd-gd) · 1999 (m-v-md-vd-gd) · 2000 (m-v-md-vd-gd) · 2001 (m-v-md-vd-gd) · 2002 (m-v-md-vd-gd) · 2003 (m-v-md-vd-gd) · 2004 (m-v-md-vd-gd) · 2005 (m-v-md-vd-gd) · 2006 (m-v-md-vd-gd) · 2007 (m-v-md-vd-gd) · 2008 (m-v-md-vd-gd) · 2009 (m-v-md-vd-gd) · 2010 (m-v-md-vd-gd) · 2011 (m-v-md-vd-gd) · 2012 (m-v-md-vd-gd) · 2013 (m-v-md-vd-gd) · 2014 (m-v-md-vd-gd) · 2015 (m-v-md-vd-gd) · 2016 (m-v-md-vd-gd) · 2017 (m-v-md-vd-gd) · 2018 (m-v-md-vd-gd) · 2019 (m-v-md-vd-gd)  · 2020 (m-v-md-vd-gd) · 2021 (m-v-md-vd-gd) · 2022 (m-v-md-vd-gd) · 2023 (m-v-md-vd-gd) · 2024 (m-v-md-vd-gd) · 2025 (m-v-md-vd-gd)
Lijst van Australian Openwinnaars